# Sophia Vossou
Sophia Vossou (grekiska: Σοφία Βόσσου), född 5 december 1961 i Patras, är en grekisk sångerska och programledare.
Vossou deltog i den grekiska uttagningen till Eurovision Song Contest (ESC) 1991 med bidraget I anixi och vann. I ESC kom hon på 13:e plats med 36 poäng.
Vossou har varit gift med sångaren Andreas Mikroutsikos.

## Diskografi
- Me hilies strofes (1987)
- Erotas keravnovolos (1988)
- Ektos Edras (1989)
- Ta 28 moy xronia (1990)
- Kali Akroasi (1994)
- Ola edo tha meinoun (1994)
- Na me proseheis (1996)
- Tha eimai edo (2000)
- San alitissa (2002)